# Кацпер Бєщад
Кацпер Бєщад (пол. Kacper Bieszczad, нар. 11 вересня 2002, Кросно, Польща) — польський футболіст, воротар клубу «Заглемб'є» (Любін) та молодіжної збірної Польщі.
На правах оренди грає в клубі «Ракув».

## Ігрова кар'єра

### Клубна
Кацпер Бєщад починав займатися футболом у своєму рідному місті Кросно. У 2016 році він приєднався до молодіжної команди клубу «Заглемб'є» з Любіна.
Починаючи з сезону 2019/20 воротаря почали залучати до тренувань і матчів першої команди. Та наступний сезон Бєщад провів в оренді у клубі Першої ліги «Хробри». Через рік Бєщад повернувся до «Заглемб'є», де паралельно з цим виступав за дублюючий склад у Другій лізі. В червні 2023 року воротар знову відправився в оренду. Цього разу його клубом став дііючий чемпіон Польщі «Ракув».

### Збірна
З 2017 року Кацпер Бєщад виступав за юнацькі збірні Польщі різних вікових категорій. 17 дистопада 2022 року у товариському матчі проти хорватів Кацпер Бєщад дебютував у складі молодіжної збірної Польщі.